# Montfortula chathamensis
Montfortula chathamensis är en snäckart som beskrevs av Harold John Finlay 1928. Montfortula chathamensis ingår i släktet Montfortula och familjen nyckelhålssnäckor. Inga underarter finns listade i Catalogue of Life.